# ERM
ERM (англ. European Exchange Rate Mechanism) — Європейський механізм регулювання валютних курсів.

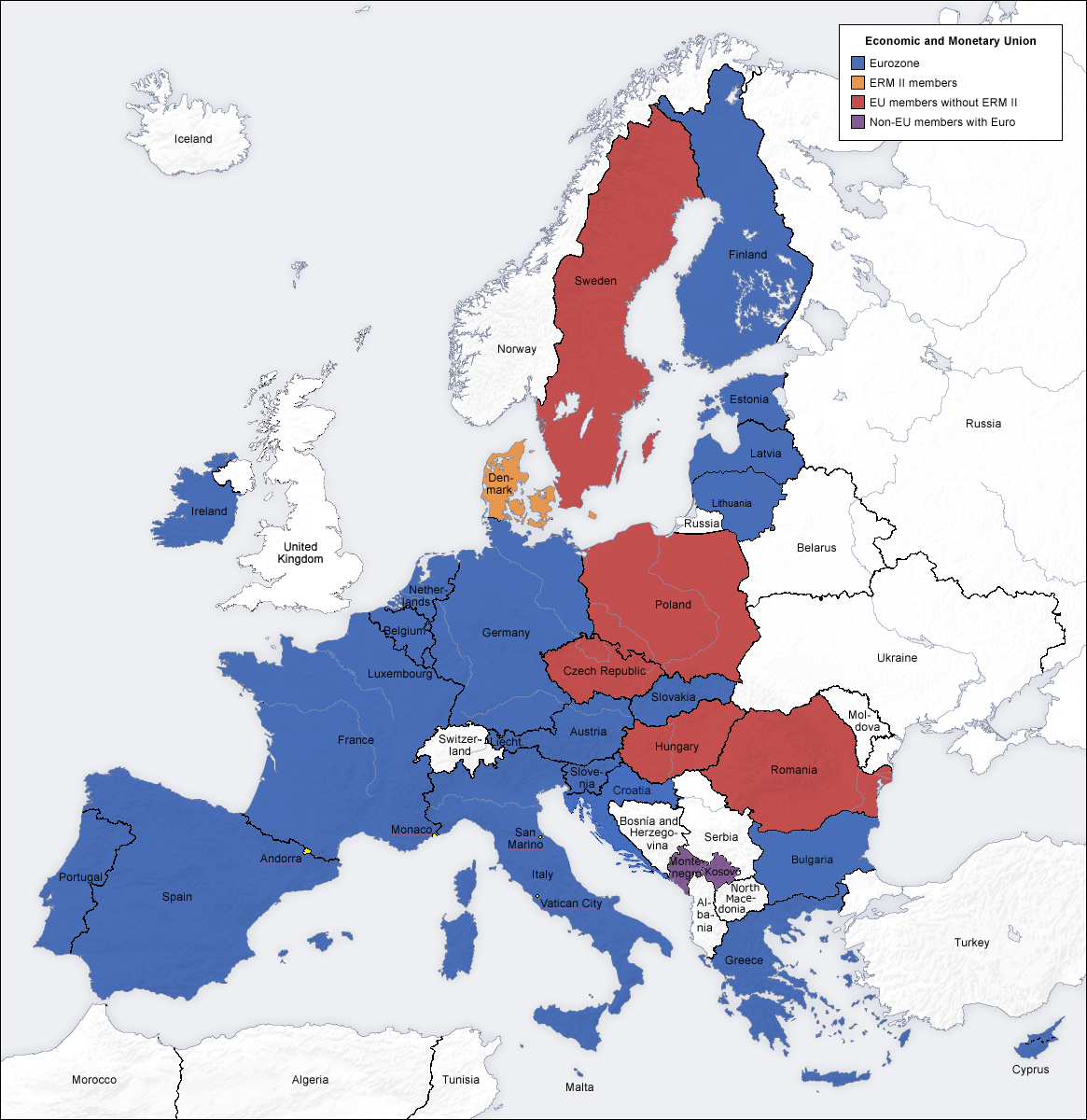
Зона євро
Країни, що належать до ERM II
Інші країни ЄС
Країни з-поза ЄС, які використовують євро як власну валюту

Введений Європейською Спільнотою в березні 1979 р. як частина Європейської Валютної Системи (EMS) з метою скорочення курсових коливань валют країн — членів Європейського Союзу.
Механізм стабілізації національних валют був необхідний у процесі створення економічно-валютного союзу і для введення спільної валюти — євро.

## Механізм ERM
Механізм ERM базується на жорсткому взаємозв'язку обмінних курсів валют держав ЄС. Допускаються лише т. зв. «нормальні коливання». Амплітуда коливань з часом змінювалася. До введення євро валютні курси були зв'язані з ЕКЮ (ECU; «кошиковою валютою», курс якої визначав середньозважений кошик валют окремих держав — членів ЄС).
«Європейську валютну змію» (максимально допустиму амплітуду курсових коливань стосовно центрального курсу) встановлювали для всіх валют. На першому етапі вона не могла перевищувати 2,25 %. Лише Італія мала можливість розширення амплітуди до +/- 6 %. Будь-які понаднормові курсові коливання нівелювалися державними інтервенціями.

## Ліквідація паритетуірландського фунтащодофунта стерлінгів
Участь Ірландії в системі ERM спричинила припинення прив'язування ірландського фунта до фунта стерлінгів. Розрив паритету був викликаний раптовою ревальвацією (апреціацією) фунта стерлінгів. У той період Велика Британія (на відміну від Ірландії) не брала участі в ERM. Відтак раптове зростання вартості британської валюти не могло не викликати зростання вартості ірландського фунта понад 2,25 %, що не відповідало засадам ERM.

## Вихідфунта стерлінгівіз ERM
Велика Британія приєдналася до ERM 1990 року, але вже 1992-го мусила вийти з цієї системи після того, як фунт стерлінгів був підданий значним курсовим коливанням внаслідок великих спекулятивних трансакцій (фунтом стерлінгів спекулював, зокрема, Джордж Сорос). Падіння курсу фунта стерлінгів 16 вересня 1992 року увійшло до історії як «Чорна середа». Наслідки тих подій примусили Велику Британію переглянути свої підходи до монетарної політики. Імпульс, отриманий 16 вересня, спричинив зміцнення економіки, а сам той день згодом перейменували на «білу середу».

## Розширення амплітуди курсових коливань
1993 року амплітуду курсових коливань розширили до 15 % у зв'язку з великими спекулятивними трансакціями, жертвою яких став французький франк та інші валюти.

## Заміна ERM системою ERM II
31 грудня 1998 року курси валют країн — майбутніх членів так званої «зони євро» стосовно ЕКЮ були заморожені. Саму ЕКЮ замінили новою валютою — євро (при збереженні паритету 1 EUR = 1 ECU).
1999 року систему ERM замінила ERM II.
До валют — учасниць системи 1999 року додалися грецька драхма та данська крона (втім, уже 2001 року Греція прийняла як свою валюту євро).
Максимально допустиме відхилення курсів валют в ERM II становить +/- 15 % стосовно центрального курсу євро (але Центральний банк Данії обмежив «валютну змію» до первісних 2,25 %).

## Сучасний статус ERM II
З розширенням Європейського Союзу 1 травня 2004 р., центральні банки нових держав-членів були зобов'язані приєднатися до ERM II. Валюти окремих країни мали зробити це в різний час — згідно з двосторонніми угодами.
Естонська крона, литовський лит і словенський толар приєдналися до ERM II вже 28 червня 2004 р. Кіпрський фунт, латвійський лат і мальтійська ліра — 2 травня 2005 р. Словацька крона — 28 жовтня 2005 р. Валюти трьох найбільших держав серед нових членів — польський злотий, чеська крона та угорський форинт мають приєднатися до ERM II протягом найближчих років.
Умовою приєднання країн до зони євро є втримання протягом двох років поспіль своєї валюти в системі ERM, а також дотримання інших 4 вимог валютної конвергенції (максимальний бюджетний дефіцит не повинен перевищувати 3 % ВНП; розмір державного боргу — 60 % ВНП; довготермінові ставки по кредитах — 2 % від середнього рівня цього показника по трьох країнах ЄС з найстабільнішими цінами; інфляція — 1,5 % від середнього рівня цього показника по трьох країнах ЄС з найстабільнішими цінами).

## Допустимі курсові коливання окремих валют
| Валюта           | Код | Центральний курс | Амплітуда коливань |
| ---------------- | --- | ---------------- | ------------------ |
| кіпрський фунт   | CYP | 0.585 274        | 15 %               |
| данська крона    | DKK | 7.460 38         | 2.25 %             |
| естонська крона  | EEK | 15.646 6         | 15 %               |
| литовський лит   | LTL | 3.452 80         | 15 %               |
| латвійський лат  | LVL | 0.702 804        | 15 %               |
| мальтійська ліра | MTL | 0.429 300        | 15 %               |
| словацька крона  | SKK | 38.455 0         | 15 %               |